# Sonny Boy Williamson I
John Lee Williamson I (Madison County, 30 maart 1914 - Chicago, 1 juni 1948) was een Amerikaanse blues-mondharmonicaspeler en singer-songwriter, Hij wordt vaak beschouwd als de pionier van de bluesharp als solo-instrument. Hij speelde op honderden opnamen van vele pre-Tweede Wereldoorlog bluesartiesten. Onder zijn eigen naam was hij een van de meest opgenomen bluesmuzikanten van de jaren 1930 en 1940 en is nauw verbonden met producent Lester Melrose uit Chicago en Bluebird Records. Zijn populaire liedjes, origineel of aangepast, zijn onder meer Good Morning, School Girl, Sugar Mama, Early in the Morning en Stop Breaking Down.
De harmonicastijl van Williamson was van grote invloed op de naoorlogse artiesten. Later in zijn carrière was hij een mentor voor veel opkomende bluesmuzikanten die naar Chicago verhuisden, waaronder Muddy Waters. In een poging om te profiteren van de bekendheid van Williamson, begon Aleck 'Rice' Miller in het begin van de jaren 1940 met opnemen en optreden als Sonny Boy Williamson, en later, om de twee te onderscheiden, werd John Lee Williamson bekend als Sonny Boy Williamson I of 'the original Sonny Boy'.

## Biografie
Williamsons oorspronkelijke opnamen zijn in de stijl van de countryblues, maar hij demonstreerde al snel de vaardigheid om van de mondharmonica een hoofdinstrument voor de blues te maken en maakte hem voor het eerst populair in een meer stedelijke bluesomgeving. Hij wordt wel de vader van de moderne bluesharp genoemd. In zijn tienerjaren voegde hij zich bij Yank Rachell en Sleepy John Estes en speelde met hen in Tennessee en Arkansas. In 1934 vestigde hij zich in Chicago.
Williamson nam voor het eerst op in 1937 voor Bluebird Records en zijn eerste opname Good Morning, School Girl werd een standard. Hij was populair bij het zwarte publiek in het zuiden van de Verenigde Staten en in industriële steden in het midwesten, zoals Detroit en Chicago, en zijn naam was het volgende decennium synoniem met de bluesharmonica. Andere bekende opnamen van hem zijn Sugar Mama Blues, Shake the Boogie, You Better Cut That Out, Sloppy Drunk, Early in the Morning, Stop Breaking Down en Hoodoo Hoodoo (ook bekend als Hoodoo Man Blues). In 1947 plaatste Shake the Boogie zich op positie 4 in de Billboard Race Records hitlijst. Williamsons stijl beïnvloedde vele bluesharmonica-artiesten, waaronder Billy Boy Arnold, Junior Wells, Sonny Terry, Little Walter en Snooky Pryor. Hij was de meest gehoorde en invloedrijke bluesharmonicaspeler van zijn generatie. Zijn muziek was ook van invloed op veel van zijn niet-harmonicaspelende tijdgenoten en opvolgers, waaronder Muddy Waters (die gitaar speelde bij Williamson in het midden van de jaren 1940) en Jimmy Rogers (wiens eerste opname in 1946 was als harmonicaspeler, die een bloedstollende imitatie van Williamsons stijl uitvoerde). Deze en andere artiesten, zowel blues als rock, hebben geholpen om zijn liedjes populair te maken door middel van latere opnamen.
Williamson nam in de loop van zijn carrière veel op als bandleider en als sideman, voornamelijk voor Bluebird. Voordat Bluebird naar Chicago verhuisde, waar het uiteindelijk onderdeel werd van RCA Records, vonden veel vroege sessies plaats in de Leland Tower, een hotel in Aurora, Illinois. De nachtclub op de bovenste verdieping van Leland, bekend als de Sky Club, werd gebruikt voor live-uitzendingen van bigbands op een lokaal radiostation en deed tijdens de vrije uren dienst als opnamestudio voor de vroege sessies van Williamson en die van andere Bluebird-artiesten.

## Naamgevingsproblemen
Zijn nalatenschap werd in het naoorlogse bluestijdperk enigszins overschaduwd door de populariteit van de muzikant Rice Miller, die zich zijn naam toe-eigende. De opnamen die Williamson tussen 1937 en zijn dood in 1948 maakte en die later door Rice Miller, werden allemaal oorspronkelijk uitgegeven onder de naam Sonny Boy Williamson. Er wordt aangenomen dat Miller de naam heeft aangenomen om het publiek (en zijn eerste platenlabel) te misleiden door deze te laten denken dat hij de 'echte' Sonny Boy was. Om onderscheid te maken tussen de twee muzikanten, hebben veel latere geleerden en biografen verwezen naar John Lee Williamson (1914-1948) als Sonny Boy Williamson I en Miller (1912-1965) als Sonny Boy Williamson II.
Om de verwarring nog groter te maken, nam de jazzpianist en zanger Enoch Williams rond 1940 op voor Decca Records onder de naam Sonny Boy Williams en in 1947 als Sunny Boy in het Sunny Boy Trio.

## Overlijden en erfenis
Williamsons laatste opnamesessie vond plaats in Chicago in december 1947, waarin hij Big Joe Williams vergezelde. Op 1 juni 1948 werd Williamson op 34-jarige leeftijd gedood bij een overval op Chicago's South Side toen hij naar huis liep van een optreden in de Plantation Club op 31st St. en Giles Avenue, een taverne op slechts anderhalve straat van zijn huis op 3226 S. Giles.
Williamson ligt begraven op het voormalige terrein van de Blairs Chapel Church ten zuidwesten van Jackson, Tennessee. In 1990 sponsorde zijn platenlabel een grafsteen ter nagedachtenis. In 1991 werd een rode granieten marker gekocht door fans en familie om de plaats van zijn begrafenis te markeren. Een historische marker uit Tennessee, ook geplaatst in 1991, geeft de plaats van zijn geboorte aan en beschrijft zijn invloed op de bluesmuziek.
- Biblioteca Nacional de España: XX1160416
- Bibliothèque nationale de France: cb13901199j (data)
- Gemeinsame Normdatei: 134557948
- International Standard Name Identifier: 0000 0000 8132 2749
- Library of Congress Control Number: nr89010894
- MusicBrainz: 8ebad434-3593-49bc-b60c-bd66e8efbbbb
- Nationale Bibliotheek van Tsjechië: xx0027888
- Istituto Centrale per il Catalogo Unico: UBOV509908
- LIBRIS: 206458
- SNAC: w6805p82
- Système universitaire de documentation: 088522172
- Virtual International Authority File: 158145606975501380000
- WorldCat: E39PBJcgyY9MFFqTkWMFx6dhHC